# Pieter van Schelle
Pieter van Schelle (Rotterdam, 16 juli 1749 - Duinkerke, 28 februari 1792) was een Nederlands arts, dichter, patriot en uitgever.

## Levensloop
Van Schelle studeerde geneeskunde aan de Universiteit van Leiden. In zijn proefschrift argumenteerde hij waarom de mens van nature geen vleeseter is. Zelf was hij een vroege voorvechter van het vegetarisme. Na zijn promotie werd Van Schelle op 29 maart 1765 stadsdokter te Leiden, wat ook een deel armenzorg met zich meebracht. Daarnaast was hij literair actief. Voor de Haarlemse rederijkerskamer Trou moet Blycken schreef hij een reeks Heldinnenbrieven die op waardering van Bilderdijk konden rekenen. Ook begon hij steeds meer belang te stellen in politiek. Zijn verlichte en democratische ideeën leidden hem naar de Patriotten. Hij schreef mee aan hun pamfletten en vluchtte bij de Oranjerestauratie van 1787 naar de Oostenrijkse Nederlanden. Vervolgens werd hij lid van de commissie die in opdracht van de Franse regering een geschikte locatie zocht voor een vluchtelingenkolonie. Hij vestigde zijn artsenpraktijk in Duinkerke, ging er ook weer publiceren en richtte een uitgeverij op, de Hollandsche Drukkerij Van Schelle & Comp. te Duinkerken, de latere Staatsdrukkerij te 's-Gravenhage. Zijn dood op 42-jarige leeftijd maakte een einde aan deze activiteiten.

### Familie
Van Schelle was een telg uit het in het Nederland's Patriciaat opgenomen geslacht Van Schelle en een zoon van de Rotterdamse lakenkoper Gijsbert van Schelle (1714-1788) en Sara Hovendaal (1723-1806). Hij trouwde in 1779 met Charlotte Pasteur (1750-1805) met wie hij zes kinderen kreeg.

## Publicaties (selectie)
- Neerlands Heil bij de geboorte van Willem Frederik, Prins van Oranje-Nassau, den 24 van Oogstmaand 1772 (1772)
- Leyden van het beleg der Spanjaarden verlost, gevolgt naar het Latijn van C.A. de Wetstein (1772)
- Nagelatene opwakkeringen tot vaderlandsche moed en vrijheidsliefde (1792, met Gerard Bacot)
- Heldinnebrieven (1825)